# Miroslav Luberda
Miroslav Luberda (ur. 18 grudnia 1963 w Witkowicach) – czechosłowacki zapaśnik walczący w stylu wolnym. Olimpijczyk z Seulu 1988, gdzie odpadł w eliminacjach w kategorii 130 kg.
Czwarty na mistrzostwach świata w 1987. Piąty na mistrzostwach Europy w 1991. Sześciokrotny mistrz kraju, w latach: 1982-1984, 1987 i 1991 roku.
- Turniej w Seulu 1988

Przegrał z László Klauzem z Węgier i Ralfem Bremmerem z RFN.